# 石川一政
石川 一政（いしかわ かずまさ）は、戦国時代の武将。松平氏の家臣。

## 略歴
松平氏の重臣を務めた石川清兼の次男。弟に徳川家康の重臣として知られる石川家成がいるが、自身は庶子だったために別家を立てたという。松平広忠に仕え、三河国碧海郡木戸を領した。広忠死去の直後となる天文18年（1549年）7月、安城合戦で織田信秀の軍勢と小川で戦って戦死した。子孫も松平氏（徳川氏）に仕え、江戸幕府旗本となっている。